# Minas de Valdeplata
Las minas de Valdeplata fueron una antigua explotación minera, hoy día abandonada, del municipio español de Calcena, en la provincia de Zaragoza.

## Descripción
Se ha propuesto que su origen podría remontarse al periodo celtibérico o romano.
Las primeras menciones documentales datan en cambio del siglo XVI y muestran intentos de crear un área minera en la zona por parte de la corona y de nobles como el conde de Morata y en 1620 se documentan ya siete bocas de mina en Calcena para extraer plata. El interés se vio alimentado por el arbitrismo aragonés, preocupado por la salida de plata del reino de Aragón debido a al déficit comercial del territorio. La rentabilidad de la explotación fue en cambio problemática, por la baja ley del material y los altos costes de purificación, en una época en la que  las minas de plata de América permitían obtener el metal más competitivamente y un nuevo proceso de separación había causado un auge argentífero en Europa central. Durante el siglo XVII constan numerosos intentos de aprovechar las minas de Valdeplata, con diferentes fortunas.
Más éxito tuvo la obtención de otros metales como el plomo (siendo su sulfuro llamado alcohol de los alfareros), que generó en el siglo XVI una rica industria en la zona por su uso para vidriar cerámica. La expulsión de los moriscos en 1610 supuso el colapso de esta industria en la localidad, que perdió a los artesanos que trabajaban este oficio.
Aunque ilustrados del siglo XVII como Antonio Arteta de Monteseguro recomendaron el abandono de las minas por su baja rentabilidad, a principios del siglo XIX fueron explotadas por empresas locales y para 1846 trabajaban allí unas 40 personas. Se extraía mineral de azufre, cobre, plata y plomo. De ellas se habla en el quinto volumen del Diccionario geográfico-estadístico-histórico de España y sus posesiones de Ultramar de Pascual Madoz, en la entrada correspondiente a Calcena, de la siguiente manera:

desde el año de 1826 se hallan abiertas las minas llamadas de Val de Plata, en las que existen trabajando sobre unos 40 hombres diariamente, y de ellas se estrae mineral de azufre, barniz, cobre, plata y plomo.
(Madoz, 1846, p. 276)

A lo largo de dicho siglo fue creciendo el interés por las minas con la industrialización de España. Consta la concesión de las diversas galerías de Valdeplata a compañías españolas e inglesas, llegando a haber cinco minas en explotación y 120 trabajadores en su cénit en la década de 1860. La actividad protoindustrial a su alrededor incluía la fundición del mineral usando como combustible las aliagas, arbusto local abundante en la región, así como tracción de sangre para el transporte. Un fallo en el drenaje del agua de las minas en 1866 supuso su nuevo abandono, tras lo que solo consta una ligera explotación manual.
Para principios del siglo XX eran propietario de las minas Alfredo Augusto Massanet, un industrial francés que invirtió en una instalación hidráulica para generar electricidad a partir del río Isuela con el objetivo de reabrir la mina. Se esperaba que la construcción de nuevas carreteras supusiera una reactivación de la minería en Valdeplata, que serían equipadas con tecnología moderna que evitara los problemas del siglo precedente, como pasó en el periodo con la vecina mina de Tierga. Pese a ello, no se culminaron los trabajos para la central hidráulica.
En la actualidad solo quedan ruinas.